# Stanza (poesia)
In poesia, una stanza è una porzione di una grande composizione come un poema.
Nella poesia moderna, il termine è spesso equivalente a strofa, ovvero ad un gruppo di versi che sono associati da un preciso schema di rime; nella musica vocale popolare, una stanza è quasi sempre un verso che si differenzia dal ritornello.
Dopo il contributo di Dante Alighieri, si comincia a considerare stanza anche una strofa di otto versi che rappresenta l'unità ritmica della rima finale.
Una delle forme più comuni di stanza, nella poesia delle lingue europee è rappresentata dai testi di musica sacra e da quelli degli inni. 
In metrica, si definisce "stanza" sia la strofa di una canzone (cioè una struttura di più versi cui è associato un determinato schema di rime), sia un testo poetico di una sola strofa. Posteriormente a Dante, "stanza" è anche il gruppo di otto versi che costituisce l'unità rimica dell'ottava rima.
Meno ovvie manifestazioni di stanze si trovano anche nei sonetti, che anche se stampati come una sola unità, possono essere spezzati in stanze con lo stesso schema ritmico, ABBA per le quartine seguito dallo schema CDE EDC per le terzine, come da questo sonetto di Dante Alighieri:
fossimo presi per incantamento,

e messi in un vasel, ch'ad ogni vento

per mare andasse al voler vostro e mio;

sì che fortuna od altro tempio rio

non ci potesse dare impedimento,

anzi, vivendo sempre in un talento,

di stare insieme crescesse 'l disio.

E monna Vanna e monna Lagia poi,

con quella ch'è sul numer de le trenta,

con noi ponesse il buono incantatore:

e quivi ragionar sempre d'amore,

e ciascuna di lor fosse contenta,

sì come i' credo che saremmo noi.»
(Dante Alighieri)